# Jana Beňová
Jana Beňová, pseudonim Jana Parkrová (ur. 24 listopada 1974 w Bratysławie) – słowacka  poetka, pisarka, felietonista, laureatka  Nagrody Literackiej Unii Europejskiej.

## Życiorys
W latach 1993–1998 Jana Beňová studiowała w Wyższej Szkole Sztuk Scenicznych w Bratysławie. Napisała wiele publikacji w tym Dotyky, Fragment i Slovenské Pohľady. Pracowała również w dzienniku SME, gdzie podpisywała się pseudonimem Jana Parkrová. Obecnie pracuje w Instytucie Teatralnym w Bratysławie.
W 1993 roku zadebiutowała kolekcją wierszy Svetloplachý. Kolejne tomy Lonochod i Nehota wydała w 1997 roku. W 2001 roku opublikowała pierwszą powieść Parker (Ľúbostný román) a w 2003 roku dwanaście opowiadań Dvanásť poviedok a Ján Med nacechowanych poetycką wrażliwością w ukazywaniu ludzkiego umysłu i zachowań. Wiosną 2008 wydawnictwo L.C.A. opublikowało jej powieść Café Hyena. Plan odprevádzania, która zyskała duże uznanie i w 2010 roku wydała drugą część Café Hyena (Plán vyprovázení). W 2012 roku Beňová została laureatką Nagrody Literackiej Unii Europejskiej. 

## Wybrane dzieła

### Poezja
- 1993 – Svetloplachý
- 1932 – Lonochod
- 1997 – Nehota

### Proza
- 2001 – Parker (Ľúbostný román)
- 2003 – Dvanásť poviedok a Ján Med
- 2012 – Café Hyena. Plan odprevádzania, pol. wyd. Café Hiena. Plan odprowadzania
  - 2008 – Café Hyena. Plan odprevádzania, pierwsza edycja
  - 2010 – Café Hyena (Plán vyprovázení)
- 2010 – Dnes
- 2012 – Preč! Preč!